# Yasothon
Yasothon (thai: ยโสธร) är en thailändsk provins (changwat). Den ligger i den nordöstra delen av Thailand. Provinsen hade år 2000 561 430 invånare på en areal av 4 162 km². Provinshuvudstaden är Yasothon.

## Administrativ indelning
Provinsen är indelad 9 distrikt (amphoe). Distrikten är i sin tur indelade i 78 subdistrikt (tambon) och 835 byar (muban).